# Henry Knight Storks
Henry Knight Storks (5 avril 1811 – 6 septembre 1874) est un militaire et administrateur colonial britannique.

## Biographie
Après une éducation dans la public school de Charterhouse, il entre dans l'armée en 1828 comme enseigne du 61e Régiment à pied. Il est promu lieutenant en 1832, passe la même année au 14e régiment à pied. Capitaine en 1835, il passe au 38e régiment à pied en 1836. Il est alors stationné avec son régiment aux îles Ioniennes en 1840, l'année où il devient major. En 1841, il épouse une Napolitaine nommée Mizzoli, qui meurt en 1848.
Mis en disponibilité de son régiment en 1845, il occupe un certain nombre de poste d'état-major : assistant Adjudant Général pendant les guerres contre les Xhosa en Afrique du Sud en 1846 et 1847. Cela lui vaut le grade de lieutenant-colonel en 1848. De 1849 à 1854, il est Assistant Military Secretary sur Maurice, et est promu colonel en 1854.
Devenu major-général, Storks supervise les bases britanniques mises en place dans l'Empire ottoman pendant la Guerre de Crimée. Il soutient les efforts de Florence Nightingale. Après la guerre, il est décoré de l'Ordre du Bain (1857) et est employé au Ministère de la Guerre de 1857 à 1859.
Il commence ensuite une carrière dans l'administration coloniale : nommé Lord High Commissioner auprès de la République des Îles Ioniennes en 1859. Il réorganise l'administration judiciaire des îles avant de préparer la restitution à la Grèce. Il est ensuite envoyé à Malte, en 1864 puis en Jamaïque en 1865. En 1866, il entre au conseil privé.
Il retourne au Ministère de la Guerre (Under-Secretary) en 1867. Il est chargé de la réorganisation de l'armée britannique.
En 1870, il devient colonel du 70e régiment à pied.
Il se présente aux élections législatives en 1871 pour Ripon, l'année où il devient lieutenant général. Au Parlement, il s'oppose au système ancien d'achat des commissions d'officier. Il est battu aux élections suivantes par Frederick Robinson, comte de Grey en 1874.

## Distinctions
- Ordre de Saint-Michel et Saint-Georges Chevalier Grand-croix (GCMC) en 1860.
- Ordre du Bain Chevalier Grand-croix (GCB) le 1er juillet 1864.